# Vektor CR-21
El Vektor CR-21 es un prototipo de fusil de asalto sudafricano en calibre 5,56 mm ("CR-21" es una abreviación de Fusil de Combate del siglo XXI). Fue diseñado por Denel Land Systems como un posible reemplazo para el actual fusil R4 de la Fuerza de Defensa Nacional Sudafricana. Sin embargo, Denel Land Systems se ha enfocado en ofrecer un R4 mejorado a las fuerzas. 
El fusil está siendo comercializado para clientes de exportación, pero no se ha conseguido ninguna venta.

## Historia
Dado a conocer por primera vez en 1997, el fusil es de diseño bullpup. Esto le permite ser tan corto como una carabina, mientras conserva la velocidad de salida de los fusiles más largos. Sin embargo, esto hace al CR-21 sólo capaz de ser disparado desde la mano derecha; la venta expulsora se encuentra en el lado derecho del fusil. Esta ventana no se puede cambiar de un lado a otro.

## Diseño
Internamente, el CR-21 usa una versión ligeramente modificada del sistema Kalashnikov del fusil R4, que es conocido por su fiabilidad y bajo peso. El fusil también hace uso significante del polímero de alto impacto, siendo la única parte metálica expuesta la parte frontal del cañón con su bocacha apagallamas integral. Ambos en el fusil resultan en un bajo peso cargado de 3,72 kg. El CR-21 viene con una mira óptica de 1x aumento y retícula iluminada que no requiere baterías estándar. Esta está montada en un riel, facilitando su montaje y retiro, así como el uso de una gama de opciones diferentes de miras. El pistolete delantero ha sido especialmente diseñado para ser retirado fácilmente y reemplazado con un lanzagranadas similar al M203. Finalmente, la culata posee un compartimiento que almacena un kit de limpieza para el fusil, ahorrándole la necesidad al soldado de trasportar a este separadamente.
Se dice que ha sido desarrollada una carabina CR-21 por Vektor.
Los cargadores de ambos están basados en los que poseen los fusiles R4/Galil.